# Sylvie Reff
Sylvie Reff (Bischwiller, 1946) és una escriptora alsaciana en francès. Es llicencià en filologia anglesa a Estrasburg i fou professora al liceu de Bouxwiller. Va escriure poemes i cançons en alsacià i francès, i fins i tot alguns en alemany. Va rebre el Premi de la Societat d'Escriptors d'Alsàcia el 1976 el Premi Maurice Betz de l'Acadèmia d'Alsàcia el 1986 i l'Hebeldankpreis, Lörrach, el 1994.

## Obres
- Terre ouverte (1971)
- Soleil et cendres (1972)
- Le deuxième homme (1972)
- Geschichte einer Gänsehüterin (1975)
- La Nef des Vivants (1975)
- Les ailes du cœur (1982)
- Cette fureur tranquille (1985)
- Source de feu (1990)
- Le temps du miel (1992)
- Mendiants d'étoiles (1994)
- Servante du soleil (1997)
- De Zopf (1997)
- La lumière des vivants : une épopée au temps de Maître Eckhart (2002)

## Discografia
- Miederle (1978)
- Läwesfür (1983)
- Menschelied (1991)
- Sternestrüss (1995)